# انایجامباد
انایجامباد (به انگلیسی: Anaijambad) یک منطقهٔ مسکونی در هند است که در بنگال غربی واقع شده‌است.